# Nødebohuse
Nødebohuse er en bebyggelse ved kysten mellem Kikhavn og Hald i Torup Sogn i Halsnæs Kommune i Nordsjælland.
De ældste huse dateres tilbage til begyndelsen af 1800-tallet og bestod af enkelte fiskerhuse og et skrædderhus. Ved højvande og specielt stormflod var engene oversvømmede helt ind til den nuværende jernbane, og bebyggelsen var derfor adskilt mod Galgebjerg Bakke og Kikhavn.
Den seneste oversvømmelse fandt sted i 1921 og førte til, at markerne på engene blev ødelagt. Bønderne, der fik deres jorde ødelagt, besluttede at opføre et dige langs stranden for at beskytte mod nye stormfloder.
|  | Denne artikel om lokaliteten Nødebohuse kan blive bedre, hvis der indsættes et (bedre) billede. Du kan hjælpe ved at afsøge Wikimedia Commons for et passende billede eller lægge et op på Wikimedia Commons med en af de tilladte licenser og indsætte det i artiklen. |

55°59′N 11°54′Ø / 55.983°N 11.900°Ø